# Franz Miklosich
Franz Miklosich (també conegut en eslovè com a Franc Miklošič (20 de novembre de 1813 - 7 de març de 1891) va ser un filòleg eslovè .

## Biografia
Miklosich va néixer en el petit poble de Radomerščak prop de la ciutat de Ljutomer a la Baixa Estíria, llavors part de l'Imperi Austríac. Es va graduar a la Universitat de Graz amb un doctorat de filosofia.

## Carrera
Va ser professor de filosofia a la Universitat de Graz. El 1838 va anar a la Universitat de Viena, on va obtenir el grau de doctor en dret. Durant els seus estudis, es va veure influenciat per les obres del filòleg i lingüista eslovè Jernej Kopitar. Abandonà el dret, dedicant la major part de la seva vida posterior a l'estudi de les llengües eslaves.
El 1844, va obtenir un lloc a la Biblioteca Nacional d'Àustria, on va romandre fins al 1862. El 1844, va publicar una ressenya del llibre Comparative Grammar de Franz Bopp, que va cridar l'atenció dels cercles acadèmics vienesos. Aquesta publicació va llançar llavors una llarga sèrie d'obres, en les quals Miklosich mostrava una immensa erudició. Les seves obres van comportar un canvi revolucionari en l'estudi de les llengües eslaves.
El 1849 Miklosich va ser nomenat a la - feia poc - creada càtedra de filologia eslava a la Universitat de Viena i la va ocupar fins al 1886. Es va convertir en membre de l'Acadèmia Austríaca de Ciències, que el va nomenar secretari de la seva secció històrica i filosòfica, membre del consell d'instrucció pública i de la cambra alta i corresponsal de l'Acadèmia de les inscripcions i llengües antigues. Els seus nombrosos escrits no només tracten les llengües eslaves, sinó també el romanès, l'aromanià, l'albanès, el grec i el romaní.
De 1872 a 1880, Miklosich va publicar la seva investigació original sobre els dialectes romaní, Über die Mundarten und Wanderungen der Zigeuner Europas. Aquest treball va incloure una discussió sobre els seus orígens, les rutes de migració, una gramàtica històrico-comparativa i un lèxic. Va identificar un element grec substancial que compartia els dialectes romaní, i així va designar una "zona de parla grega" com la "pàtria europea dels gitanos".

## Compromís polític
A la Revolució de 1848, Miklosich, que tenia aleshores 35 anys, es va implicar activament en el moviment nacional eslovè. Va ser el president de l'associació política, anomenada Slovenija (Eslovènia) organitzada per estudiants eslovens que estudiaven a Graz i Viena. Junt amb Matija Majar i Lovro Toman, va estar entre els autors que van elaborar la demanda política d'una Eslovènia Unida. Després del fracàs de les peticions revolucionàries, va tornar a recórrer a una activitat exclusivament acadèmica.